# کارآگاه روح
کارآگاه روح (کره‌ای: 오늘의 탐정; لاتین‌نویسی اصلاح‌شده: Oneurui Tamjeong) یک مجموعهٔ تلویزیونی کره جنوبی سال ۲۰۱۸ با بازی چوی دانیل، پارک اون-بین و لی جی آه است. این مجموعه از ۵ سپتامبر تا ۳۱ اکتبر ۲۰۱۸ روزهای چهارشنبه و پنجشنبه ساعت ۲۲:۰۰ (کی‌اس‌تی) از کی‌بی‌اس۲ پخش شد.

## خلاصه
کارآگاه لی دایل (چویی دانیل) که ارواح را شکار می کند، سعی می کند پرونده مرگ عجیب و غریب برادر کوچکتر جونگ یئو وول (پارک یون بین) دستیارش را حل کند.  او با زنی مرموز قرمزپوش به نام سان وو هی (لی جی-آه) برخورد می کند که در هر صحنه جنایت ظاهر می شود.

## بازیگران

### اصلی
- چوی دانیل در نقش لی دا ایل[۶]
- پارک اون-بین در نقش جونگ یو وول[۷]
- لی جی آه در نقش سون‌وو هه[۸]
  - هو جونگ-اون در نقش جوانی سون‌وو هه[۹]